# Dysdera falciformis
Dysdera falciformis es una especie de arañas araneomorfas de la familia Dysderidae.

## Distribución geográfica
Es endémica del centro-oeste de la península ibérica (España y Portugal).